# Latifa al-Zayyat
Latifa al-Zayyat (tiếng Ả Rập: لطيفة الزيات) (8 tháng 8 năm 1923 - 10 tháng 9 năm 1996)  là một nhà hoạt động và nhà văn người Ai Cập, nổi tiếng nhất với tiểu thuyết Cánh cửa mở, đã giành được Huy chương Naguib Mahfouz cho hạng mục Văn học.

## Tiểu sử
Al Zayyat sinh ra ở Dumyat, Ai Cập, vào ngày 8 tháng 8 năm 1923. Bà lấy bằng cử nhân tiếng Anh năm 1946 từ Đại học Cairo và lấy bằng tiến sĩ tại cùng một trường đại học năm 1957. Bà, cùng với Inji Efflatoun, một thành viên sáng lập vào năm 1945 của Rabitat Fatayat al jami'at wa al ma'ahid (Hiệp hội phụ nữ trẻ của trường đại học và viện).
Bà là giáo sư tiếng Anh tại Đại học Girls of Ain Shams và là chủ tịch của khoa tiếng Anh tại cùng một trường đại học. Bà cũng từng là giám đốc của Học viện Nghệ thuật Ai Cập.
Hai trong số tiểu thuyết của al-Zayyat được dịch sang tiếng Anh, Chủ nhân của ngôi nhà và Cánh cửa mở. Sau này, được xuất bản vào năm 1960, hiện đại nổi bật, cả về việc sử dụng tiếng Ả Rập Ai Cập thông tục và để mô tả sự thức tỉnh chính trị và tình dục của nhân vật chính. Cuốn tiểu thuyết bắt đầu vào năm 1946 và kết thúc vào năm 1956, với cuộc khủng hoảng Suez. Nó cũng được chuyển thành một bộ phim nổi tiếng. Al-Zayyat cũng đã viết nhiều bài tiểu luận về phụ nữ và phê bình cũng như đánh giá về tiểu thuyết và các sự kiện chính trị.
Bà đã qua đời vì bệnh ung thư ở tuổi 73 tại Cairo ngày 10 tháng 9 năm 1996.

## Tưởng niệm
Vào ngày 8 tháng 8 năm 2015, Google dành tặng Doodle cho nhà văn nhân kỷ niệm 92 năm ngày sinh của bà. Doodle đã đến tất cả các quốc gia của Thế giới Ả Rập.